# John Sieg
John Sieg (Detroit, 3 febbraio 1903 – Berlino, 15 ottobre 1942) è stato un giornalista tedesco di origine statunitense, comunista e combattente della resistenza contro il regime nazista, rese note le atrocità naziste attraverso la stampa clandestina comunista.

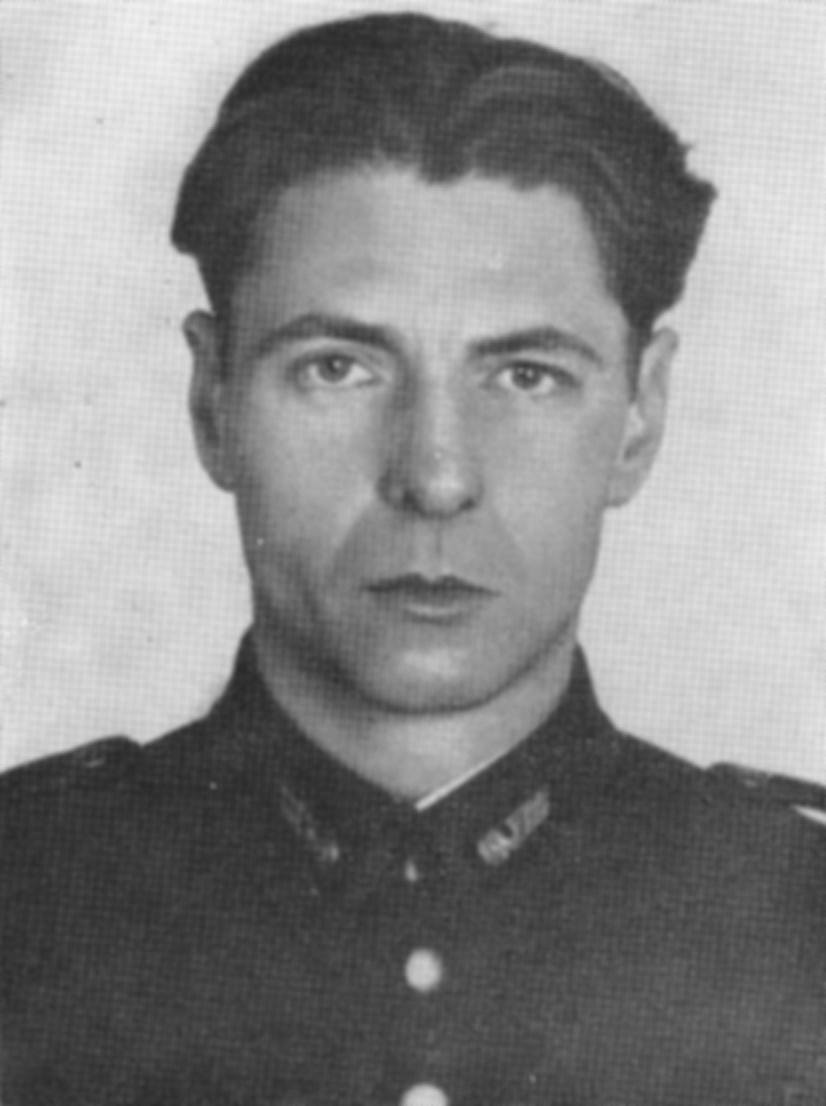
John Sieg

Fu un membro chiave del gruppo di resistenza antifascista dell'Orchestra Rossa.

## Biografia

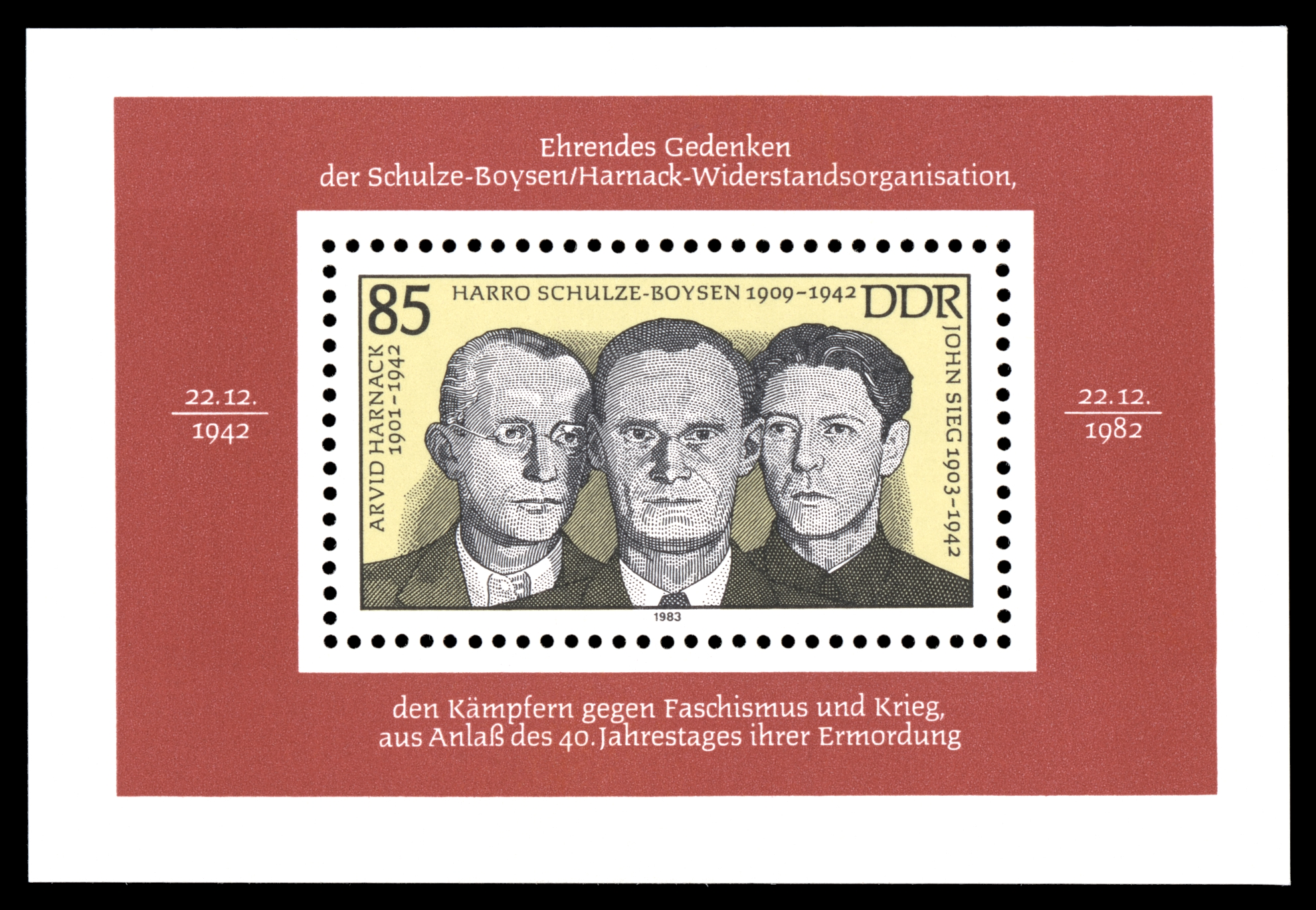
Francobollo dei membri dell'Orchestra Rossa Harnack, Harro Schulze-Boysen e Sieg, emesso dalla DDR nel 1983.

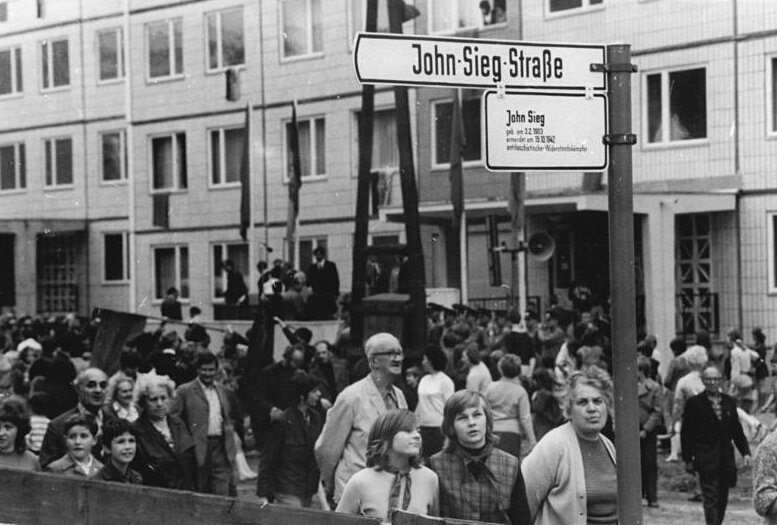
La via intitolata a John Sieg a Berlino Est, fotografia del giugno 1972.

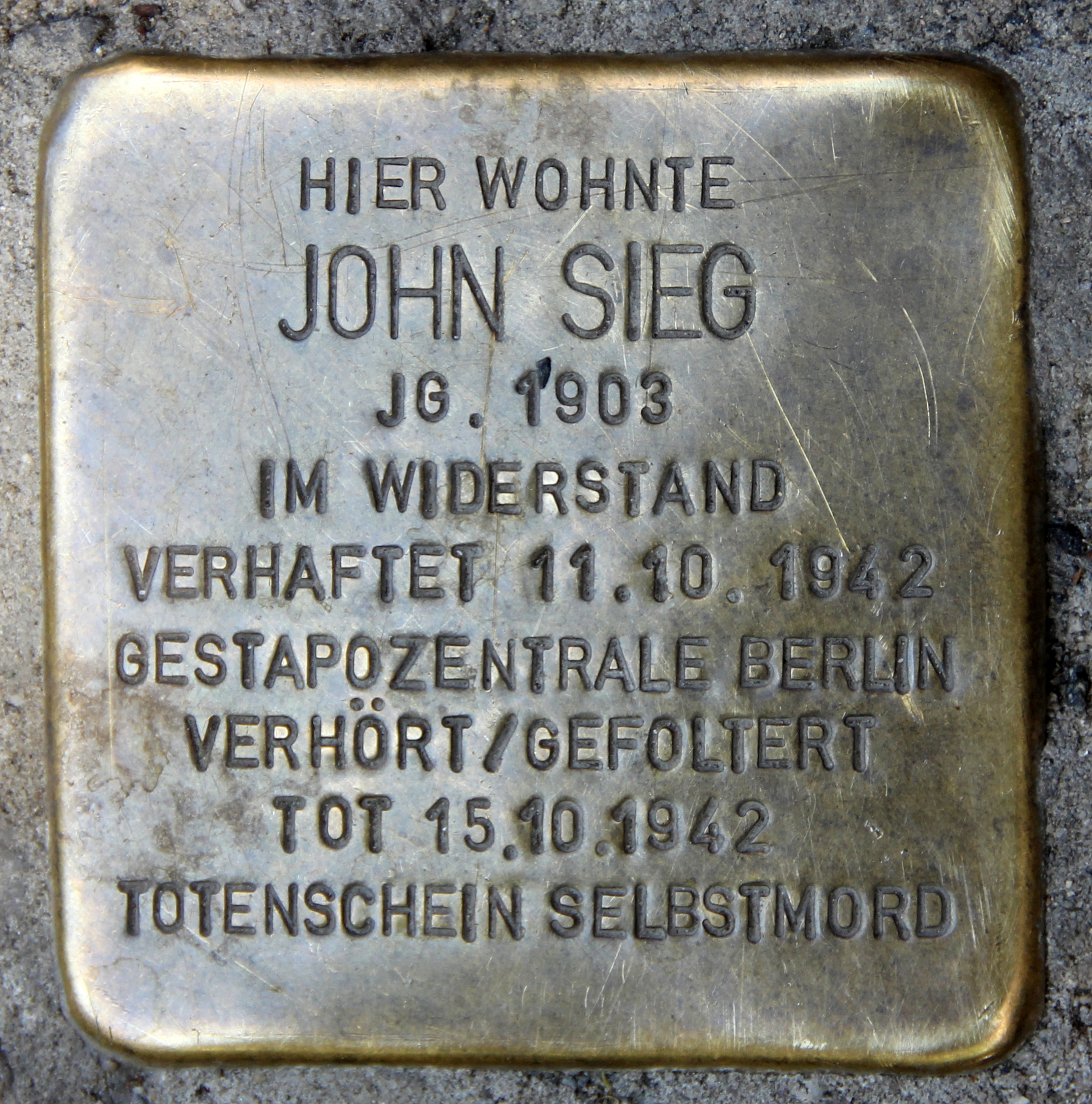
Pietra d'inciampo posizionata a Neukölln.

Nacque a Detroit, nel Michigan, figlio di un meccanico e di una infermiera. Dopo la morte del padre avvenuta nel 1910, visse con il nonno in Germania e divenne cittadino tedesco nel 1920.
Iniziò gli studi per diventare insegnante ma dovette abbandonarli alla morte del nonno, avvenuta nel 1923. Tornò quindi a Detroit nel 1924, qui incontrò Sophie Wloszczynski, sua futura moglie, mentre lavorava come stagista in un college.
Rimase negli Stati Uniti fino al febbraio 1928, quando tornò in Germania insieme alla moglie, a Berlino divenne uno scrittore indipendente. Iniziò a scrivere articoli per Die Tat, il giornale pubblicato da Adam Kuckhoff, e per il Berliner Tageblatt Dopo aver aderito al Partito Comunista di Germania (KPD) nel 1929, iniziò a scrivere per il giornale del KPD, Die Rote Fahne e conobbe Wilhelm Guddorf e Martin Weise.
Nel marzo 1933 fu arrestato dalle Sturmabteilung e trattenuto fino a giugno nella prigione di Plötzensee. Dopo il rilascio, iniziò a lavorare con la Resistenza comunista nel sobborgo berlinese di Neukölln, diventando il punto di riferimento di diversi gruppi. Ebbe stretti contatti con Arvid Harnack e Kuckhoff. Partecipò alle campagne di volantinaggio e condivise con loro le informazioni politiche. Nel 1937 ottenne un impiego presso la Deutsche Reichsbahn, lavorando infine come segnalatore nella stazione metropolitana della S-Bahn di Papestraße. Come dipendente delle ferrovie, Sieg poté sfruttare i viaggi di lavoro e quelli gratuiti per creare dei legami con gli altri gruppi della Resistenza, come quello formatosi intorno a Bernhard Bästlein. Collaborò con Herbert Grasse, Otto Grabowski e l'Organizzazione Saefkow-Jacob-Bästlein per produrre e distribuire il giornale Die Innere Front. Fu un membro di spicco dell'Orchestra Rossa, insieme a Guddorf e Kuckhoff. Nell'estate del 1942, Sieg e Kuckhoff scrissero un testo indirizzato ai membri della Wehrmacht e dei battaglioni di polizia, esortandoli a opporsi all'uccisione di massa dei civili e a disertare nei partigiani; grazie alle informazioni ricevute da Libertas Schulze Boysen, Sieg denunciò l'escalation di crimini della Wehrmacht in Unione Sovietica.
Fu arrestato l'11 ottobre 1942 e portato nella prigione della Gestapo di Prinz-Albrecht-Straße, dove subì intensi interrogatori e maltrattamenti. La primavera precedente aveva confidato a un amico che, se fosse stato arrestato, si sarebbe suicidato piuttosto che rischiare di tradire gli amici. Il 15 ottobre 1942, in seguito ai gravi maltrattamenti, si impiccò nella sua cella. Anche la moglie di Sieg, Sophie, fu arrestata nell'ottobre 1942, nel 1943 fu deportata senza processo nel campo di concentramento di Ravensbrück. Fu liberata dall'Armata Rossa il 30 aprile 1945.

## Memoria
Il 22 giugno 1972 è stata intitolata una strada a John Sieg a Lichtenberg.

## Nella cultura di massa
Il documentario Eisenbahner im Widerstand - 1940 bis 1945 di Hermann Abmayr racconta anche la vicenda di John Sieg.